# 拉戈阿萨尔加达
拉戈阿萨尔加达是巴西北大河州的一个市镇。总面积79.515平方公里，总人口7309人，人口密度91.9人/平方公里。